# Johannes Clotz
Johannes Clotz (auch Johann Clotz oder Klotz; * 4. Dezember 1545 in Wetzlar; † 5. August 1588 ebenda) war ein hessischer Verwaltungsjurist und Kanzler.

## Leben
Clotz war ein Sohn des Ratsherrn und späteren Bürgermeisters von Wetzlar Anton Clotz und der Catharina Netz genannt von Leun. Er besuchte die niederen Schulen in Wetzlar und ging zum Besuch der höheren Schule nach Düsseldorf, bevor er 1559 ein Studium der Theologie, Philosophie, Geschichte und Rechtswissenschaft an der Universität Marburg aufnahm. 1563 wechselte er für zwei Jahre an die Universität Wittenberg, kehrte 1565 nach Marburg zurück und erhielt 1566 den Magistergrad. 1567 nutze er für eine Studienreise unter anderem über Paris, Dôle, Genf und Basel. 1568 kam er als Praktikant an das Reichskammergericht in Speyer, an dem er bei Jacob Friedrich Meurer bis 1569 tätig war. Entweder am 2. April 1573 oder bereits am 28. Mai 1572 wurde er zum Dr. iur. promoviert.
Clotz wurde 1572 landgräflich-hessischer Hofgerichtsassessor am Hofgericht Marburg und damit Nachfolger von Ludwig Feige, eines Sohnes des früheren Kanzlers Johann Feige. Außerdem wurde er Mitglied des Geheimen Rats unter dem Kanzler Johannes Heintzenberger. Er wurde 1573 zum Hofrat berufen und war speziell für Reichskammergerichtsprozesse zuständig, ab 1575 war er als Hofrat und Diener tätig, bevor er zum 13. Februar 1581 als Nachfolger Heintzenbergers Kanzler in Marburg wurde.

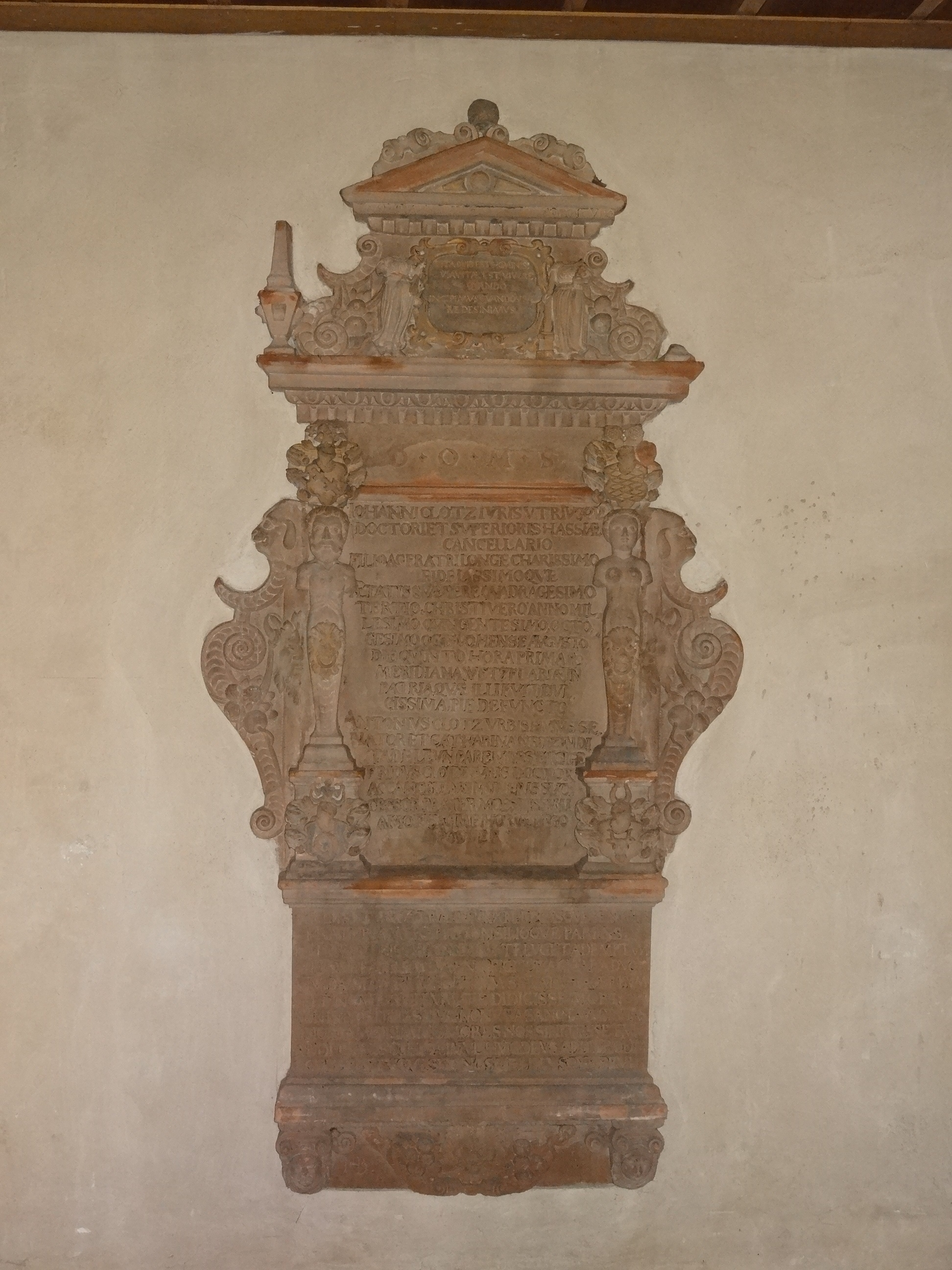
Epitaph des Johannes Clotz im Wetzlarer Dom

Clotz wurde 1582 mit dem Greuß'schen Lehen belehnt. Er erhielt ein Epitaph im Wetzlarer Dom; es wurde von seinen Eltern in Auftrag gegeben. Sein Bruder Siegfried Clotz folgte ihm als Kanzler nach.

## Familie
Clotz heiratete am 10. Mai 1574 in Marburg Elisabeth Hering (1553–nach 1640), die Tochter des Marburger Bürgermeisters und Kaufmanns Philipp Hering. Der Ehe entstammten 
- Anton Heinrich Clotz (um 1578–1625/1627), Amtmann in Homberg (Efze), heiratete am 1. September 1605 in Marburg Hedwig Wolff (* Marburg 1. August 1588, lebt noch 1646), was die Erbberechtigung am Wolff-Stipendium vermittelte. Sie war eine Tochter des Hermann Wolff, Professors der Physik, seit 1591 der Medizin in Marburg, Leibmedicus des Landgrafen Moritz in Melsungen, und Nichte des Medizinprofessors Johann Wolff.[5]
- Hedwig Katharina, verheiratet mit Wilhelm Burchard Sixtinus.
- Engelbert Clotz († 1611), promovierter Jurist und späterer Bürgermeister in Paderborn, der in älterer Literatur zuweilen, aber irrend hierzu gezählt wird, entstammte einem gleichnamigen, aber anderen Geschlecht, denn jener war ein Onkel des Stephan Klotz, der einen kurzen Aufriss seiner familiären Beziehungen hinterließ.[6]
- Stephan Clotz (Klotz), "wohlverordneter Pastor zu S. Marien und Senior des Ministerii" in Paderborn. Gestorben 1612.[6] Sein Sohn war der gerade genannte Stephan Klotz.